# カロル・フェルディナント・ヴァザ
カロル・フェルディナント・ヴァザ（ポーランド語：Karol Ferdynand Waza, 1613年10月13日 - 1655年5月9日）は、ポーランド・リトアニア共和国のヴロツワフ領主司教（在任：1625年 - 1655年）、プウォツク司教（在位：1640年 - 1655年）。シレジアのオポーレ公（在位：1648年 - 1655年）。

## 生涯
ポーランド王ジグムント3世（スウェーデン王でもあった）とその2番目の妻で神聖ローマ皇帝フェルディナント2世の妹であるコンスタンツェの間の息子として生まれた。ポーランド王ヴワディスワフ4世の異母弟、ヤン2世の同母弟である。
カロル・フェルディナントは芸術の偉大なパトロンかつイエズス会の支援者でもあり、ワルシャワのイエズス教会に銀製の祭壇をもうけたことで有名である。1640年代、ワルシャワ宮廷に仕える建築家ジョヴァンニ・バッティスタ・ジスレーニはワルシャワ王城を囲む要塞の北側の保塁に、カロル・フェルディナントのための宮殿を建設した。しかしこの宮殿は1650年代の大洪水時代に、スウェーデン軍とブランデンブルク＝プロイセン軍によって掠奪・破壊されてしまった。またカロル・フェルディナントはヴィシュクフに大きな木造の宮殿を建造させていたという。